# Scopula oppunctata
Scopula oppunctata är en fjärilsart som beskrevs av W. Warren 1902. Scopula oppunctata ingår i släktet Scopula och familjen mätare. Inga underarter finns listade.